# Al-Al, Iordania
Al-'Al (în arabă الْعَال ) este un oraș mic din guvernoratul Amman din nordul Iordaniei.  Se crede că este locația orașului biblic Elealeh.